# Джон Актон
Джон Актон (англ. John Acton; *3 червня 1736, Безансон, Франція — †12 серпня 1811, Палермо, Сицилійське королівство) — командувач флотом Тоскани і Неаполітанського королівства під час Наполеонівських воєн. Ключова фігура Неаполітанських воєн, могутній тимчасовий правитель за часів правління Фердинанда IV та Марії Кароліни.

## Біографія
Народився в Безансоні, де його батько-католик, виходець з Англії, мав лікарську практику. Спочатку служив у французькому флоті. На службі у тосканського герцога Леопольда Габсбурга отримав адміральський чин. Командував його флотом під час невдалої спроби іспанців оволодіти Алжиром в 1775.
Завдяки зв'язку з сестрою Леопольда, Марією Кароліною, отримав від її чоловіка, Фердинанда Неаполітанського, запрошення зайнятися перебудовою і вдосконаленням національного флоту. У 1779 перебрався в Неаполь, де за допомогою інтриг королеви взяв в свої руки спочатку військові, а потім і фінансові справи всього королівства.
При веденні зовнішньої політики Актон покладався на рекомендації британського посланника Гамільтона. Його з королевою зближувала ненависть до революційної Франції, де була страчена сестра королеви. Щоб протистояти французам, Актон покладався на союз з англійцями і австрійцями, а це дратувало місцеву аристократію, яка мала тісні історичні зв'язки з союзною французам Іспанією.
У 1791 Актон успадкував від свого далекого родича маєток Елденем-хол в Шропширі разом з титулом баронета, проте не думав покидати насиджені місця. У 1800 отримав від Павла I орден Андрія Первозванного.
Після вступу в межі королівства французьких військ адмірал Актон разом з королівським сімейством втік на борту корабля Нельсона в Палермо. Після повернення в Неаполь через 5 місяців втопив у крові Партенопейську республіку, незважаючи на письмові вмовляння адмірала Ушакова.
Продовжував колишню деспотичну політику до 1806, коли під натиском французької армії був змушений знову втікати з королем в Сицилію. Втративши довіру монарха, залишився доживати свої дні в Палермо. Його мармурова гробниця розташована при вході до церкви Санта-Нінфа деї Кросіфері.
У лютому 1800 року у віці 63 років одружився з власною племінницею. Із їх синів старший, Фердинанд Актон, взяв за дружину внучату племінницю бездітного князя Дальберга і прийняв подвійне прізвище Дальберг-Актон, а молодший, Карл Януарій, зробив блискучу кар'єру в римській курії, ставши кардиналом.